# Tetraplodon
Tetraplodon là một chi rêu trong họ Splachnaceae.